# Universidad Alemana en El Cairo

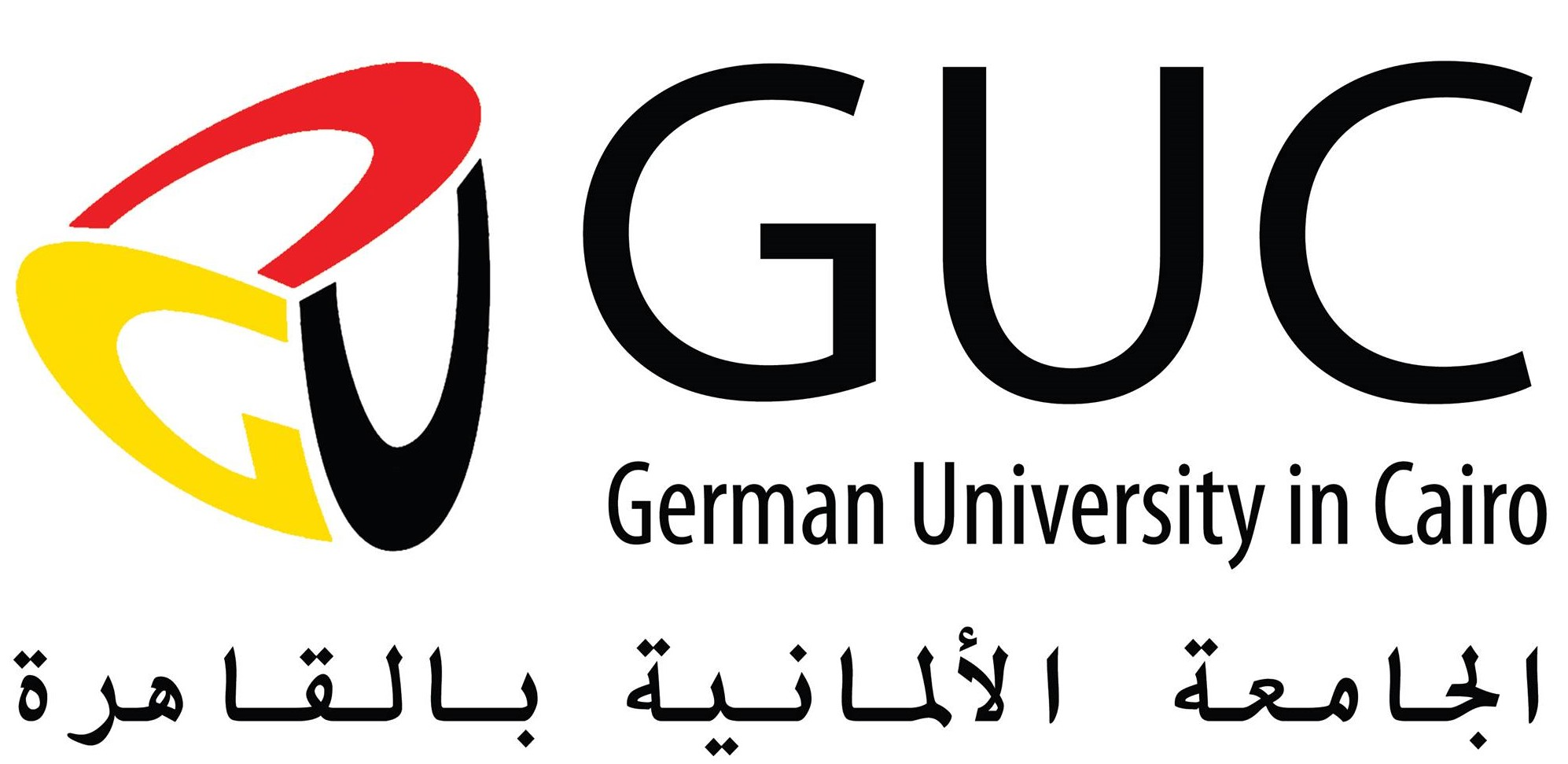
Logo de la universidad.

La Universidad Alemana en El Cairo es una universidad privada establecida en octubre de 2003 con cooperación con algunas universidades e identidades de Alemania, como la Universidad de Ulm, la Universidad de Stuttgart y el servicio alemán de intercambio académico (DAAD).
La universidad tiene tres escuelas. La escuela de ingeniería en informática, materiales, electrónica y telecomunicación. La escuela de farmacia ofrece grados de farmacia y biotecnología. Y la tercera escuela es la de dirección de empresas.